# Sojuz MS-02
Sojuz MS-02 byla ruská kosmická loď řady Sojuz. Dne 19. října 2016 ji vynesla nosná raketa Sojuz-FG z kosmodromu Bajkonur k Mezinárodní vesmírné stanici (ISS), kam dopravila tři členy Expedice 49. Poté sloužila u ISS jako záchranná loď až do 10. dubna 2017, kdy se s ní stejná trojice kosmonautů vrátila na Zem.

## Posádka
Hlavní posádka:
- Sergej Ryžikov (1), velitel, Roskosmos (CPK)
- Andrej Borisenko (2), palubní inženýr 1, Roskosmos, CPK
- Robert Kimbrough (2), palubní inženýr 2, NASA

V závorkách je uveden dosavadní počet letů do vesmíru včetně této mise.
Záložní posádka:
- Alexandr Misurkin, Roskosmos, CPK
- Nikolaj Tichonov, Roskosmos, CPK
- Mark Vande Hei, NASA

## Průběh letu
Sojuz MS-02 odstartoval z Bajkonuru 19. října 2016 v 08:05:14 UTC a za 9 minut byl na oběžné dráze Země. Po dvoudenním letu se připojil k Mezinárodní vesmírné stanici (ISS), ke stykovému uzlu modulu Poisk, a trojice Ryžikov, Borisenko, Kimbrough rozšířila sestavu Expedice 49 na stanici.
Dne 10. dubna 2017 v 07:57 UTC se Sojuz MS-02 se stejnou posádkou odpojil od stanice ISS a téhož dne v 11:21 UTC přistál v cílové oblasti v kazašské stepi u Džezkazganu; let Sojuzu trval 173 dní, 3 hodiny a 16 minut.